# Бурбайколь
Бурбайколь (устар. Борыбайколь, каз. Борыбайкөл) — болото в Алтынсаринском районе Костанайской области Казахстана. Находится в 11 км к юго-западу от села Кубековка.
По данным топографической съёмки 1944 года являлось озером. Площадь поверхности озера составляла 1,17 км². Наибольшая длина озера — 1,5 км, наибольшая ширина — 1 км. Длина береговой линии составляет 4,2 км, развитие береговой линии — 1,12. Озеро расположено на высоте 198,4 м над уровнем моря.